# Жестьес
Жестье́с (фр. Gestiès) — коммуна во Франции, находится в регионе Юг — Пиренеи. Департамент коммуны — Арьеж. Входит в состав кантона Викдессо. Округ коммуны — Фуа.
Код INSEE коммуны — 09134.

## Население
Население коммуны на 2008 год составляло 9 человек.
| 1962 | 1968 | 1975 | 1982 | 1990 | 1999 | 2008 |
| ---- | ---- | ---- | ---- | ---- | ---- | ---- |
| 37   | 42   | 41   | 34   | 21   | 10   | 9    |

## Экономика
В 2007 году среди 4 человек в трудоспособном возрасте (15—64 лет) 2 были экономически активными, 2 — неактивными (показатель активности — 50,0 %, в 1999 году было 100,0 %). Из 2 активных работали 2 человека (0 мужчин и 2 женщины), безработных было 0 (0 мужчин и 0 женщин). Среди 2 неактивных 0 человек были учащимися или студентами, 2 — пенсионерами, 0 были неактивными по другим причинам.

## Достопримечательности
- Церковь XVI века
- Романская часовня XI века
- Бюветы
- Нижняя часть долины Сигье

## Фотогалерея

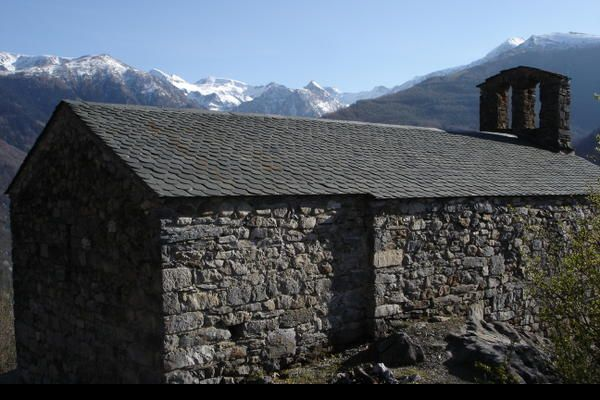
Часовня Saint Nicolas
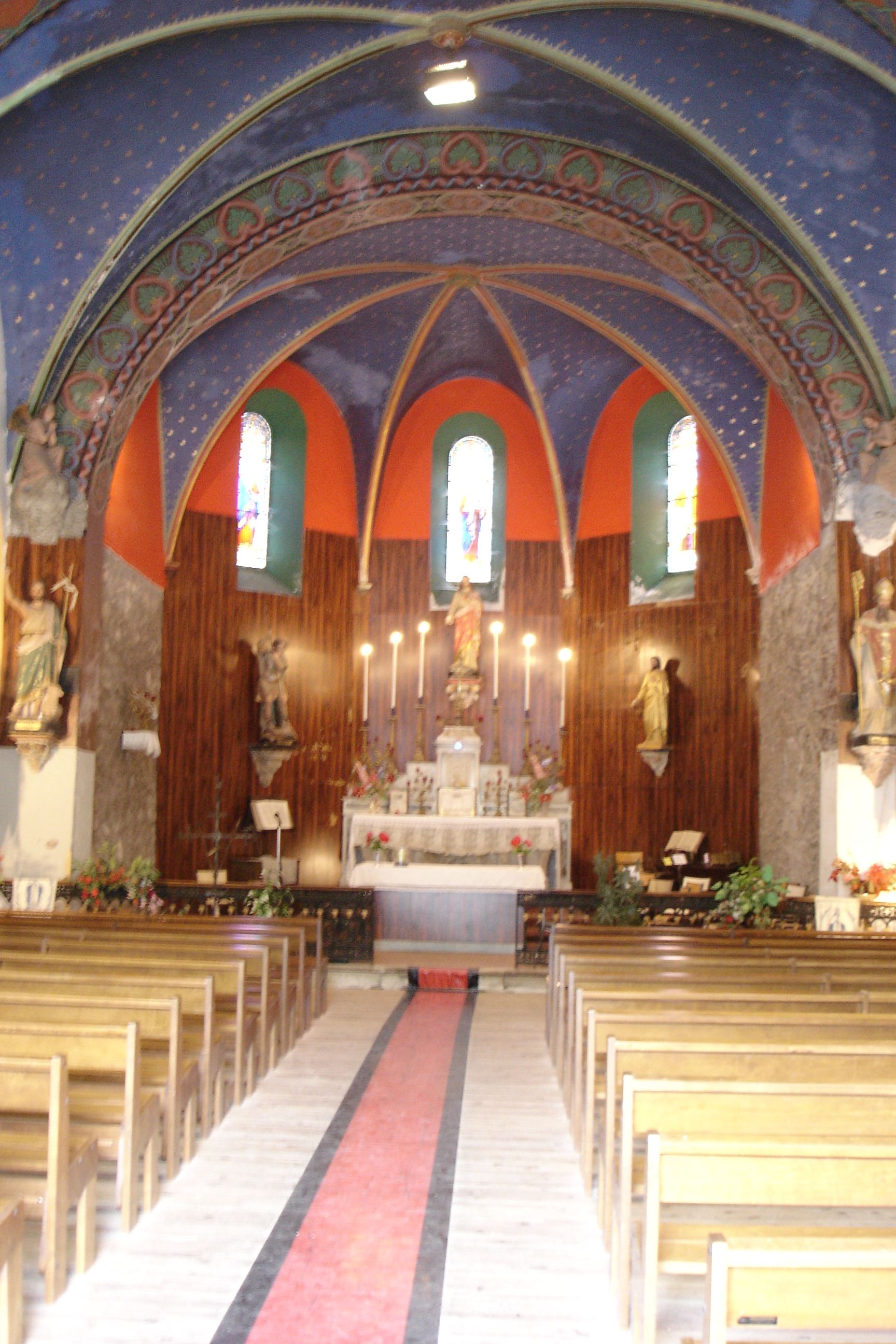
Церковь
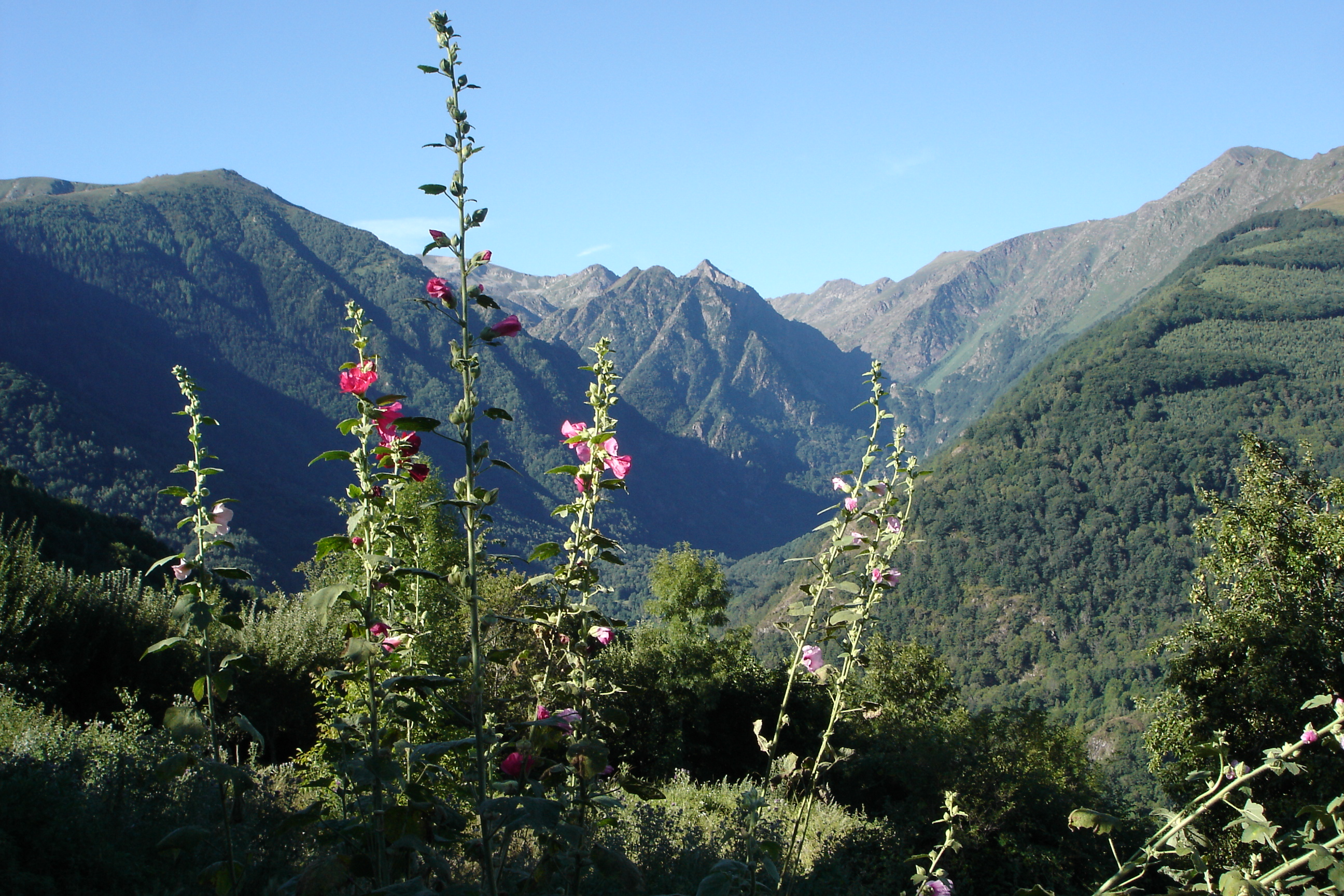
Долина Сигье